# Nereis calamus
Nereis calamus är en ringmaskart som beskrevs av Armand-Marie-Vincent-Joseph Renier 1804. Nereis calamus ingår i släktet Nereis och familjen Nereididae. Inga underarter finns listade i Catalogue of Life.